# Ювеналія

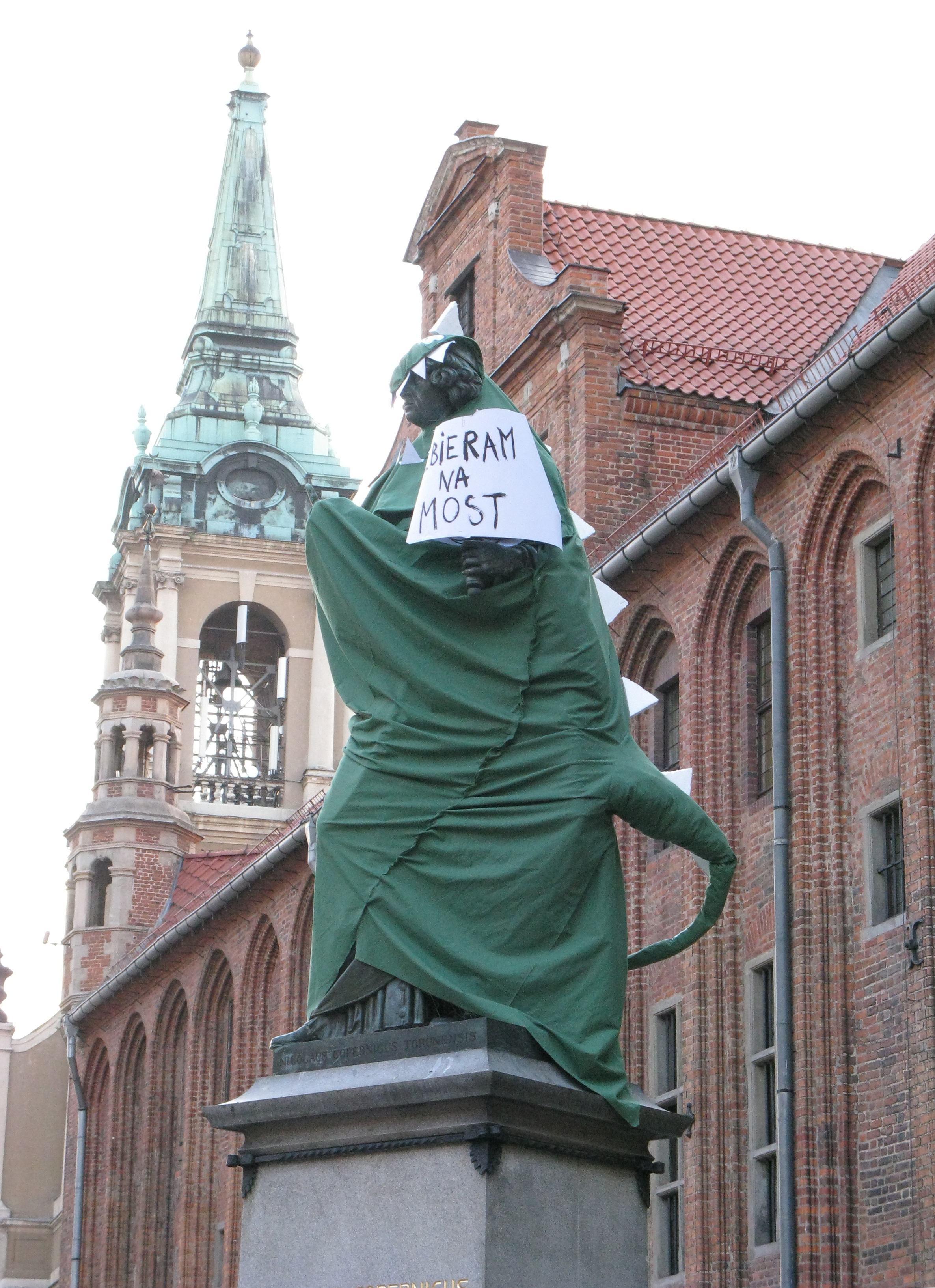
Переодягання пам'ятника Миколи Коперника - традиція торуньських ювеналів

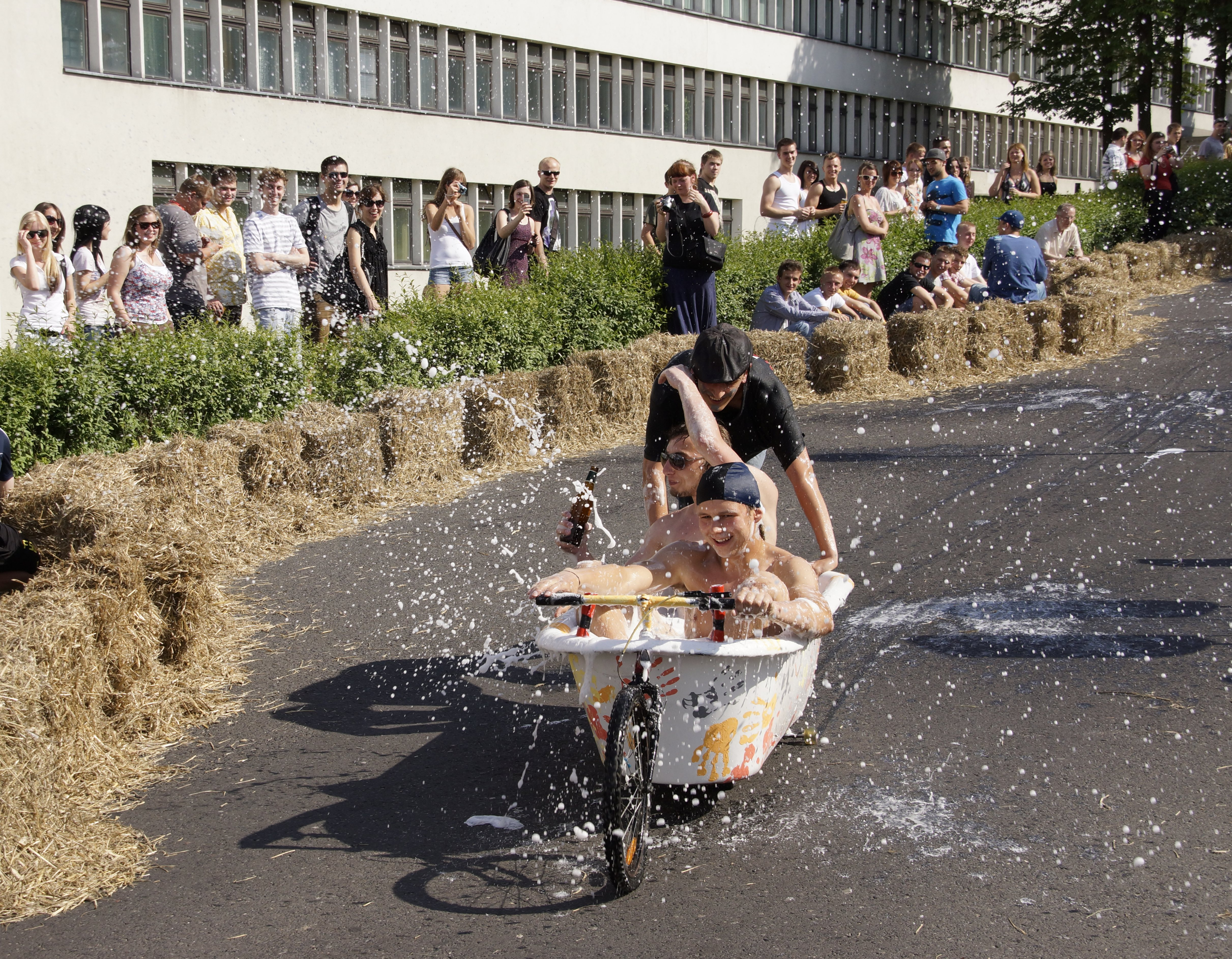
"З'їзд на будь чому" в рамках зеленогурських ювеналій

Ювеналія ( лат. Iuvenalia - молодіжні ігри) - назва ігор, що відбувалися в Стародавньому Римі, які були запроваджені в 59 році н.е. імператором Нероном  у віці 21 року, для відзначення його першого гоління бороди, що вказувало на те, що він перейшов від молоді до чоловічого віку. Це були сценічні ігри, що відбувались не в цирку (амфітеатрі), а на приватних театральних майданчиках, і складалися з театральних перфомансів, грецьких та римських п'єс, мімічних творів тощо. 
У наші часи в Польщі ця назва визначає студентське свято, яке проходить щороку в травні. 
Ювеналія почалася в Кракові, вже у XV столітті та святкувалося як свято студентів. 
У багатьох академічних містах у ці дні відбуваються символічне вручення студентам ключів від міських брам  президентами міст. Забава зазвичай триває протягом декількох днів, протягом яких відбуваються культурні та спортивні заходи, організовані переважно студентами та для студентів. 

## Див.також
- Ювеналія (Краків)
- Заклад вищої освіти